# Famille de Caumont
Pour les articles homonymes, voir Caumont et Duché de La Force.
La famille de Caumont est une famille française de noblesse d'extraction, originaire de l'Agenais, formée de trois branches que beaucoup d'historiens ont considéré comme trois familles distinctes. 
Seul subsiste le rameau cadet de la branche de Caumont de Beauvilla devenue de Caumont-La Force à la fin du XVIIIe siècle. 

## Histoire
La famille de Caumont-La-Force a vraisemblablement pour origine une seigneurie de Caumont, située au sud de Marmande, en Guyenne, qui appartenait à ses premiers auteurs connus (on trouve un Geoffroy, seigneur de Caumont en 1079),.
Sa filiation suivie remonte à  Bégon, seigneur de Caumont (et de Castelnau), en Agenais (et non de Calmont ou de Calmont !), qui fit en 1211 une donation
à l'abbaye de Grammont. En Périgord, les Caumont, par un mariage en 1368, eurent Castelnaud, Berbiguières et les Milandes ; puis La Force leur revient en 1554.
Elle s'est partagée en trois grandes branches qui ont longtemps porté des armoiries différentes, dont la communauté d'origine a été vivement contestée et que beaucoup d'historiens ont considérées comme trois familles distinctes : celle des ducs de la Force, éteinte en 1764, celle des seigneurs de Beauvilla, aujourd'hui seule existante, qui releva le titre de duc de la Force après l'extinction de la branche précédente, et celle des ducs de Lauzun, éteinte en 1723.
La branche de Caumont-La Force a été élevée au titre de duc-pair de La Force en 1637, titre éteint avec cette branche en 1755. Elle compte parmi ses membres deux maréchaux de France.
La branche subsistante de  Caumont de Beauvilla devenue de Caumont-La Force, dont l'origine commune avec la précédente souvent contestée est depuis « à peu près démontrée »[réf. à confirmer], donna un rameau aîné dont un des membres fut créé duc à brevet (titre personnel et non héréditaire) de La Force en 1787 et duc héréditaire par ordonnance en 1817, titre éteint en 1838 avec ce rameau, et un rameau cadet fait pair de France, au titre de duc de La Force, en 1839, mais non héréditaire. Le rameau encore seul existant de cette branche remonte à « noble Hercule de Caumont, sieur de Beauvilla, qui ne figure avec la qualification d'écuyer dans aucun des actes mentionnés par Chérin ». Ses descendants ne purent produire qu'une expédition en papier (et non l'original) du testament d'Hercule de Caumont de 1649. Chérin a écrit dans ses manuscrits que le jugement de noblesse du 5 juin 1669 établit bien faiblement la filiation et ne mentionne aucun acte entre les années 1538 et 1571. En outre le second des trois frères qui ont été maintenus en 1669 « fut condamné le 1er mars 1670 par jugement du même intendant, M. de Bezons, à payer une amende de 300 livres comme usurpateur de noblesse et défense de se qualifier écuyer à peine de 2.000 livres d'amende ».
La branche de Caumont de Lauzun eut l'un de ses membres créé duc de Lauzun en 1692. Cette branche s'éteignit avec lui en 1723. la plupart des généalogistes lui ont attribué une origine commune avec la famille  de Caumont-la-Force de par la fréquence dans ces deux familles du prénom Nompar.
Henri Jougla de Morenas donne une généalogie  de cette famille avec deux branches principales : celle de Caumont, seigneurs de Castelnau devenue de Caumont-La Force, et celle de Lauzun, issues au début du XIIIe siècle de Bégon et de Nompar de Caumont, fils de Richard de Caumont, chevalier, vivant à la fin du XIIe siècle :
Au milieu du XVIe siècle les quatre frères de Caumont sont d'ardents calvinistes. François de Caumont et son plus jeune fils sont tués lors de la Saint-Barthélemy, son fils cadet Jacques et son frère Geoffroy de Caumont échappent au massacre.
Régis Valette dans Catalogue de la noblesse française subsistante indique pour la branche subsistante « extraction 1528, honneurs de la cour, duc en 1788 (avec réversion) ».

## Personnalités
- Seigneurs de Caumont puis ducs de La Force.
- Richard de Caumont, chevalier[1].
- François de Caumont (1524-1572), seigneur de Castelnaud, dit le vicomte de Caumont, capitaine huguenot tué lors du massacre de la Saint-Barthélemy.
- Geoffroy de Caumont (né vers 1525 - avril 1574), baron de Caumont
- Anne de Caumont (1574-1642), fille posthume de Geoffroy, fondatrice du couvent des Filles-Saint-Thomas
- Jacques Nompar de Caumont (v.1558-1652), 1er duc de La Force, maréchal de France.
- Armand Nompar de Caumont (1582-1675), 2e duc de La Force, maréchal de France.
- Henri-Nompar de Caumont, duc de La Force (1582-1678), 3e duc de La Force, pair de France, maréchal de camp.
- Antonin Nompar de Caumont (1633-1723), 1er duc de Lauzun et époux probable de la Grande Mademoiselle.
- Charlotte-Rose de Caumont La Force (1650]-1724), fille de François de Caumont La Force, romancière et poétesse française.
- Henri Jacques Nompar de Caumont (1675-1726), 5e duc de La Force, membre de l'Académie française.
- Anne Nompar de Caumont (1758-1842), comtesse de Balbi.
- Louis-Joseph Nompar de Caumont (1768-1838), marquis puis 7e duc de La Force (1787), pair de France, grand d'Espagne, maréchal de camp.
- Armand Nompar II de Caumont, 8e duc de La Force
- François Philibert Bertrand Nompar de Caumont (1772-1854), 9e duc de La Force, député, pair de France
- Auguste Luc Nompar de Caumont (1803-1882), fils du précédent, sénateur du Second Empire (commandeur de la Légion d'honneur)
- François Louis Nompar de Caumont La Force, comte de Castelnau (1810-1880), naturaliste franco-australien.
- Auguste Nompar de Caumont (1878-1961), historien, membre de l'Académie française.
- Jacques Nompar de Caumont La Force (1882-1910) lieutenant aviateur au 8e dragons.

## Possessions
- La Force (Dordogne), duché de La Force
- Tombebœuf en Lot-et-Garonne
- Hôtel de Caumont (Aix-en-Provence)
- Château de Perrochel

## Armoiries
- Branche de La Force (subsistante) : D'azur, à trois léopards d'or, armés, couronnés et lampassés de gueules.[1]
- Branche de Lauzun (éteinte) : Tiercé en bande, d'or, de gueules, et d'azur. [1]

Armes de la branche de La Force (subsistante)
Armes de la branche de Lauzun (éteinte)

## Postérité
La rue principale de Caumont-sur-Garonne est baptisée Nompar-de-Caumont en 2011.

### Fonds d'archives
- Les papiers personnels de la famille de Caumont sont conservés aux Archives nationales, site de Pierrefitte-sur-Seine, sous la cote 353AP : Inventaire du fonds.